# Кобриново-Гребельська сільська рада
Кобриново-Гре́бельська сільська́ ра́да — адміністративно-територіальна одиниця та орган місцевого самоврядування в Тальнівському районі Черкаської області. Адміністративний центр — село Кобринова Гребля.

## Загальні відомості
- Населення ради: 869 осіб (станом на 2001 рік)

## Населені пункти
Сільській раді були підпорядковані населені пункти:
- с. Кобринова Гребля
- с. Антонівка

## Склад ради
Рада складалася з 16 депутатів та голови.
- Голова ради: Маляр Володимир Іванович
- Секретар ради: Мазур Галина Петрівна

### Керівний склад попередніх скликань
| Прізвище, ім'я, по батькові | Основні відомості                                                 | Дата обрання | Дата звільнення |
| --------------------------- | ----------------------------------------------------------------- | ------------ | --------------- |
| Маляр Володимир Іванович    | Сільський голова, 1963 року народження, безпартійний              | 26.03.2006   | 31.10.2010      |
| Маляр Володимир Іванович    | Сільський голова, 1962 року народження, освіта вища, безпартійний | 31.10.2010   |                 |

Примітка: таблиця складена за даними сайту Верховної Ради України

### Депутати
За результатами місцевих виборів 2010 року депутатами ради стали:

#### За суб'єктами висування
| Суб'єкт висування                     | Кількість обраних депутатів | %    |
| ------------------------------------- | --------------------------- | ---- |
| Самовисування                         | 10                          | 62,5 |
| Партія регіонів                       | 3                           | 18,8 |
| Комуністична партія України           | 2                           | 12,5 |
| Українська соціал-демократична партія | 1                           | 6,3  |

#### За округами
| № округу                              | Прізвище, ім'я, по батькові    | Дата визнання обраним | Освіта  | Партійна приналежність | Відомості про обраного депутата                              |
| ------------------------------------- | ------------------------------ | --------------------- | ------- | ---------------------- | ------------------------------------------------------------ |
| Комуністична партія України           |                                |                       |         |                        |                                                              |
| 4                                     | Захаревич Ольга Іванівна       | 02.11.2010            | середня | позапартійна           | ПП Маслій с. Кобринова Гребля, продавець                     |
| 5                                     | Прилипко Михайло Васильович    | 02.11.2010            | середня | позапартійний          | тимчасово не працює                                          |
| Партія регіонів                       |                                |                       |         |                        |                                                              |
| 12                                    | Пронченко Володимир Васильович | 02.11.2010            | середня | член Партії регіонів   | фермерське господарство «Зоря-2», тракторист                 |
| 14                                    | Мороз Олена Володимирівна      | 02.11.2010            | середня | член Партії регіонів   | Кобриново-Гребельська Сільська Рада, землевпорядник          |
| 15                                    | Школьна Ніна Михайлівна        | 02.11.2010            | середня | член Партії регіонів   | Кобриново-Гребельська Сільська Рада, головний бухгалтер      |
| Українська соціал-демократична партія |                                |                       |         |                        |                                                              |
| 6                                     | Майчук Валерій Іванович        | 02.11.2010            | середня | позапартійний          | фермерське господарство «Зоря-2», головний агроном           |
| Самовисування                         |                                |                       |         |                        |                                                              |
| 1                                     | Мельник Микола Володимирович   | 02.11.2010            | середня | позапартійний          | загальноосвітня школа с. Кобринова Гребля, оператор котельні |
| 2                                     | Мантула Володимир Миколайович  | 02.11.2010            | вища    | позапартійний          | тимчасово не працює                                          |
| 3                                     | Драгун Володимир Іванович      | 02.11.2010            | середня | позапартійний          | тимчасово не працює                                          |
| 7                                     | Вовк Людмила Петрівна          | 02.11.2010            | середня | позапартійна           | Медичний пункт с. Кобринова Гребля, завідувачка ФАП          |
| 8                                     | Ротаєнко Марія Петрівна        | 02.11.2010            | середня | член Партії регіонів   | тимчасово не працює                                          |
| 9                                     | Гребенюк Надія Григорівна      | 02.11.2010            | середня | позапартійна           | тимчасово не працює                                          |
| 10                                    | Прудиус Лідія Володимирівна    | 02.11.2010            | середня | позапартійна           | ВПЗ с. Кобринова Гребля, начальник відділення                |
| 11                                    | Мазур Галина Петрівна          | 02.11.2010            | вища    | позапартійна           | Кобриново-Гребельська Сільська Рада, секретар                |
| 13                                    | Норець Людмила Дмитрівна       | 02.11.2010            | середня | позапартійна           | Тальнівський завод мін. води, різноробоча                    |
| 16                                    | Хлівнюк Лідія Петрівна         | 02.11.2010            | вища    | член Партії регіонів   | загальноосвітня школа с. Кобринова Гребля, вчитель           |